# Manuel Mas i Estela
Manuel Mas i Estela (Cabrils, 10 de marzo de 1948) es un economista y político catalán, alcalde de Mataró y diputado en el Congreso en la VIII y IX legislaturas.
Licenciado en Ciencias Económicas por la Universidad de Barcelona, ha sido alcalde de Mataró desde 1983 a 2004 por PSC, partido de donde formó parte de su Consejo Nacional desde 1978 a 2011.Fue presidente de la Federación de Municipios de Cataluña (1.995 a 2004), vocal de la Comisión Ejecutiva de la Federación Española de Municipios y Provincias (1987-1999), vocal del Consejo de Administración del Banco de Crédito Local (1994-2004), vocal del Consejo de Administración de Aguas del Ter-Llobregat (1.991 a 2004). De 2003 a 2004 fue presidente del Consejo Comarcal del Maresme.
Su predecesor en la Alcaldía de Mataró fue Joan Majó y su sucesor, Joan Antoni Baron, ambos del PSC. En sus mandatos alternó periodos de mayoría absoluta con mayorías relativas con acuerdos con el PSUC, ICV-EA y ERC. También ha sido diputado por Barcelona en las elecciones generales españolas de 2004 y elecciones generales españolas de 2008.

## Publicaciones
- MAS, Manuel, "Mataró al inicio del siglo XXI", a  Hojas del Museo-Archivo de Santa María (71), Mataró, 2001
- MAS, Manuel, "A modo de ejemplo: un debate en la tribuna" (enlace roto disponible en Internet Archive; véase el historial, la primera versión y la última). Renacuajo , 04/10/2005